# 伊原木一衛
伊原木 一衛（いはらぎ かずえ、1939年1月4日 -）は、日本の経営者。天満屋社長、会長を務めた。

## 経歴・人物
岡山県岡山市出身。1961年に慶應義塾大学法学部政治学科を卒業。1960年7月に天満屋社長に就任。1998年5月には会長。
1980年4月からは岡山商工会議所会頭を務めた。
1964年に紺綬褒章を受章した。